# Martín Campaňa
Martín Nicolás Campaña Delgado (* 29. května 1989) je uruguayský profesionální fotbalový brankář, který hraje v Saudi Professional League za klub Al-Batin a uruguayskou fotbalovou reprezentaci.

## Klubová kariéra

### Počátek kariéry
Campaña se narodil v Maldonadu a ve věku 13 let se připojil k mládežnickému týmu klubu Defensor Sporting, kam přestoupil z klubu Deportivo Maldonado. Po ukočení smlouvy se v roce 2006 vrátil do svého předchozího klubu na hostování a byl přidělen do prvního týmu v Segunda División.
V lednu 2008 se Campaña přesunul do druholigového týmu Atenas de San Carlos, rovněž na hostování. Zde hrál pravidelně, přestože jeho týmu těsně unikl postup.

### Cerro Largo
V polovině roku 2008 Campaño přestoupil do klubu Cerro Largo v Primera División. V klubu debutoval 9. listopadu, kdy jeho tým prohrál 5:2 s Bella Vista.
Campaña strávil svou první sezónu jako náhradník za Fernanda Péreze, ale před sezónou 2009/10 byl vybrán jako brankářská jednička, když předstihl Péreze a nově podepsaného Nicoláse Gentilia. Jeho tým však sestoupil.
Po sestupu Cerro Larga byl Campaña na jeden rok na hostování v klubu Racing Montevideo. Chytal jako brankářská dvojka po Jorge Contrerasovi, jediný klubová zápas odchytal 13. listopadu 2010 při porážce 2:0 s Danubiem.
Po návratu do Cerro Larga v sezóně 2011/12 byl Campaña opět brankářskou jedničkou. Jeho tým dosáhl kvalifikace na Copa Sudamericana 2012 tím jako čtvrtý v lize.

### Defensor Sporting
V lednu 2013 se vrátil do svého prvního klubu Defensor na šestiměsíční hostování. Kvůli zranění Yonatana Irrazábala se stal znovu brankářskou jedničkou a sezónu zakončil s dvanácti starty.
Campaña, který podepsal stálou smlouvu v červnu 2013, se stal první volbou před Irrazábalem. Tým se dostal do semifinále Poháru osvoboditelů 2014.

### Independiente
Dne 12. ledna 2016 se Campaña poprvé ve své kariéře přestěhoval do zahraničí poté, co souhlasil s 18měsíční smlouvou s Independiente. Za klub debutoval 6. března, kdy nastoupil při domácí výhře 4:1 nad Colónem.

## Reprezentační kariéra
Campaña reprezentoval Uruguay na Mistrovství světa ve fotbale do 20 let 2009 v Egyptě, ale jako třetí brankář. Byl povolán Óscarem Tabárezem na Letní olympijské hry 2012, které se konaly v Londýně ve Velké Británii, kde odehrál všechny tři zápasy turnaje, ovšem jeho tým byl vyřazen ve skupinové fázi.
Campaña debutoval v reprezentačním dresu Uruguaye 27. května 2016, kdy nahradil Martína Silvu při výhře 3:1 v přátelském utkání nad Trinidadem a Tobagem. V květnu 2018 byl jmenován do uruguayského prozatímního 26členného týmu pro Mistrovství světa ve fotbale 2018 v Rusku a 2. června byl také zařazen do konečného seznamu.

## Úspěchy
Independiente
- Copa Sudamericana: 2017
- Šampionát Suruga Bank: 2018